# ジャスティン・アホマデグベ
ジュスタン・アホマデグベ（Justin Ahomadegbé-Tomêtin、1917年1月16日-2002年3月8日）は、ダオメー共和国（現ベナン共和国）の政治家。ダオメー建国期の3大政治家の一人であり、数度国家元首の地位に就いた。
アホマデグベは1917年1月16日、フランス領西アフリカのダオメー植民地のアボメーにてダホメ王国の王族として生まれた。フランス領セネガルにあった植民地エリート養成校ウィリアム・ポンティ高等師範学校を卒業したのち、短い軍務経験を経てダオメーに戻り、首都ポルトノボにて歯科医を開業した。
アホマデグベは王家の血統と学歴などから南部に勢力を張るフォン人の政治のリーダーとなり、ダオメー民主同盟（Union Démocratique dahoméen、UDD）を結成。そのころ、同じ南部ではヨルバ人のスル・ミガン・アピティがダオメー共和党(PDD)を結成し、北部ではユベール・マガがダオメー民主連合（Dahomey Democratic Rally、DDR)を結成。三党鼎立の情勢となった。アホマデグベは1956年には選挙で出身地であり旧ダホメ王国の王都でもあったアボメーの市長となった。
1960年の独立直前の選挙で、ダオメー民主同盟は20議席を獲得して第2党となり、同じく2位となったマガのダオメー民主連合と連合を組んで政権与党となった。しかし政権内の対立はすぐに表面化し、同年11月にはダオメー民主連合とダオメー共和党が合併してダオメー統一党を結成し、このことによりアホマデグベとダオメー民主同盟は下野した。
1963年10月27日にはクリストファ・ソグロ将軍によるクーデターが起き、マガ政権は転覆した。しかしソグロはすぐに民政移管の手続きを行い、排除されたマガに変わってアピティが大統領、アホマデグベは副大統領に就任した。しかし両者の間にはすぐに対立がおき、政治は停滞。1965年11月29日にはソグロが2回目のクーデターを行い、アホマデグベは失脚した。その後は短命な政権が続いたものの政治は安定せず、1970年には再びマガ、アピティ、アホマデグベが政界に呼び戻され、大統領評議会を設けて政権の2年ごとの交代をおこなうことで合意し、マガがまず政権の座に就いた。1972年5月7日には2年間の任期を終えたマガから約束どおり政権を移譲され、アホマデグベが大統領となったが、三者の対立は未だ収まらず、1972年10月26日にはマチュー・ケレクによるクーデターが勃発して、アホマデグベは失脚し、1981年までの9年間、マガ及びアピティとともに投獄されていた。
1991年にケレク政権が民主化をおこなうとアホマデグベは再び国会議員となり、1995年までの任期を勤め上げた。2002年3月8日、アホマデグベはコトヌーにて死亡した。